# Martin Rang
Martin Rang (* 6. November 1900 in Wolfskirch (Posen); † 14. März 1988 in Königstein im Taunus) war ein deutscher evangelischer Religionspädagoge und Erziehungswissenschaftler.
Der Sohn des Regierungsrats, zeitweiligen Pfarrers und Schriftstellers Florens Christian Rang (1864–1924) besuchte das Gymnasium in Koblenz und studierte ab 1921 Deutsch, Romanistik, Philosophie und Evangelische Theologie in Marburg, Jena, Gießen und Paris (an der Sorbonne und der Faculté de théologie protestante). Er gehörte zur Neuwerk-Bewegung in der christlichen Jugendbewegung. Nach dem Assessorexamen war er zunächst Studienrat, bis er 1930 als Dozent an die Pädagogische Akademie Halle (Saale) berufen wurde. Schon ein Jahr später zum Professor ernannt, wurde er 1933 wegen seines Engagements für die Bekennende Kirche entlassen und unterrichtete ab 1935 als Studienrat in Wiesbaden. Er publizierte aber weiter, vor allem das Buch Biblischer Unterricht. Theoretische Grundlegung und praktische Handreichung für den Religionsunterricht in Schule, Kirche und Familie (neu bearbeitet unter dem Titel Handbuch für den biblischen Unterricht 1939 u.ö.). Im Zweiten Weltkrieg leistete er als Reserveoffizier Wehrdienst und geriet in englische Kriegsgefangenschaft. 1946 wurde er erst zum Leiter der Volksschullehrerausbildung in Nordhessen, 1951 zum Professor für Religionspädagogik an der Pädagogischen Hochschule Oldenburg und als Nachfolger von Heinrich Weinstock 1960 zum Professor für Erziehungswissenschaft in Frankfurt (Main) berufen, wo er bis zur Emeritierung 1968 lehrte.
Rang betonte, dass Religionsunterricht eine Form von „Kirche in der Schule“ sei, ein nachgeholter Taufunterricht, der nur von konfessionell Gläubigen erteilt werden könne. Dabei komme es auf die kindgemäße „Anrede“ an. Seine Lehrbücher für den Religionsunterricht waren bis in die 1970er Jahre weit verbreitet.
Epochal war seine pädagogische Rousseau-Interpretation, die den Zusammenhang seiner Anthropologie mit dem Erziehungsprogramm aufzeigt, das im Émile oder über die Erziehung deutlich wird. Die Verbindung zur Religionspädagogik liegt vor allem im 4. Buch, das das „Glaubensbekenntnis eines savoyischen Vikars“ einschließt.
Sein Sohn war der Philosophieprofessor Bernhard Rang (1935–1999).
Mit seiner Frau Christine lebte Rang in Königstein im Taunus in einem avantgardistischen Glashaus vom Architekten Richard Neutra.

## Schriften
- Handbuch für den biblischen Unterricht. Theoretische Grundlegung und praktische Handreichung. 2 Bde., Berlin 1939 (Tübingen 31948).
- Der Geist unserer Zeit, Kompass-Verlag, Oberursel (Taunus) 1947.
- mit Anneliese Sprengler-Ruppenthal: Der Christusglaube: Entfaltung und Widerspruch in zwanzig Jahrhunderten. Ein Quellenbuch zur Kirchengeschichte und Glaubenslehre. 1957.
- mit Otto Schlißke: Die Geschichte der Kirche, Göttingen 1959, mehrere Auflagen.
- Rousseaus Lehre vom Menschen. Göttingen 1959.
- Hrsg. mit einer Einleitung: Rousseau, Emile oder Über die Erziehung. Reclam, Stuttgart 1963.